# Фроляк Святослав
Фроля́к Святосла́в (англ. Frolick Stanley) (1920 — 4 червня 1988, Торонто) — правник, український канадський діяч, народився в Гилкрест (англ. Hillcrest), Альберта, Канада.
Як військовослужбовець канадської армії в Англії в 1945 році заснував у Лондоні Центральне Українське Допомогове Бюро, був його секретарем і директором. У 1943—1944 був головою Молодих Українських Націоналістів у Канаді, у кінці 1940-х — на початку 1950-х pp. діяч Ліґи Визволення України, співзасновник, згодом голова Товариства українсько-канадських професіоналістів і підприємців Канади (1971—1973) та Канадської фундації українських студій (1975—1976).
Помер 4 червня 1988 р. в м. Торонто, Канада; похований на цвинтарі Парк Лан в Торонто.